# Spismichałowa Przełęcz
Spismichałowa Przełęcz – płytka przełęcz znajdująca się w północno-zachodnim ramieniu Szerokiej Jaworzyńskiej w słowackiej części Tatr Wysokich. Swoim płytkim siodłem oddziela Spismichałową Czubę od Horwackiego Wierchu i leży tuż pod jego wierzchołkiem. Na Spismichałową Przełęcz nie prowadzą żadne znakowane szlaki turystyczne. Powodem tego jest jej położenie w rezerwacie ścisłym, którym objęty jest cały masyw Szerokiej Jaworzyńskiej wraz z jej ramionami.
Pierwszego wejścia zimowego na jej siodło (przy przejściu granią) dokonał Gyula Komarnicki, a było to 3 stycznia 1913 r. Spismichałowa Przełęcz była od dawna znana przez myśliwych i pasterzy, gdyż okolice Doliny Białej Wody i Doliny Jaworowej były popularnym terenem wypasu owiec i polowań.